# Rienk Onsman
Rienk Onsman (Leeuwarden, 2 november 1943 - aldaar, 10 maart 2011) was een Nederlands voetballer.
Rienk Onsman vormde begin jaren 60 - jaren 70 samen met Sietze Visser het hart van de verdediging bij Cambuur. Bij Cambuur speelde hij in totaal 276 wedstrijden in 10 seizoenen, waarmee hij op de zesde plaats staat. In totaal scoorde hij 5 keer voor Cambuur. 
Na zijn Cambuurtijd (1975) keerde hij terug naar zijn oude club LVV Friesland. Met LVV Friesland werd hij dat jaar kampioen in de 1e klasse en speelde het jaar daarop hoofdklasse. Op woensdag 25 mei 2010 speelde hij zijn laatste competitiewedstrijd als actief voetballer in het veteranenteam.